# Grecs
Els grecs o hel·lens (grec: Έλληνες, Él·lines) són una nació i un grup ètnic originari de la Mediterrània oriental i el mar Negre, concretament de Grècia, Xipre, Albània, Itàlia, Turquia, Egipte i, en menor mesura, d'altres països de la conca mediterrània. Així mateix, formen una diàspora (omogénia) de gran envergadura, constituïda per nombroses comunitats gregues arreu del món.
Malgrat que els grecs establiren colònies i comunitats a l'entorn del mar Mediterrani i el mar Negre, el gruix de la nació sempre ha estat al voltant del mar Egeu i el mar Jònic, on es parla grec des de l'edat del bronze.
A l'antiguitat, els grecs s'organitzaven políticament en ciutats estat, i allí es va originar el concepte de democràcia. En el segle iv aC, l'expansió territorial més important dels grecs va portar l'hel·lenisme fins a Àsia central i l'Índia, i després de la caiguda de l'Imperi Romà d'Occident, l'Imperi Romà d'Orient va fer perdurar la cultura grega a la Mediterrània oriental fins al 1453. Sota l'Imperi Otomà i fins a l'inici del segle xx, els grecs es trobaven instal·lats uniformement entre l'actual Grècia, la costa occidental d'Anatòlia, el mar Negre, Egipte, Xipre i Constantinoble; en general, aquestes regions coincideixen amb les fronteres de l'Imperi Romà d'Orient al final del segle xi, i també amb la zona de colonització grega a l'antiguitat a la Mediterrània oriental.
Després de la Guerra Greco-Turca (1919-1922), un massiu intercanvi de poblacions entre Grècia i Turquia (1923) va deixar gairebé tota la població ètnicament grega confinada dins de les noves fronteres de Grècia i Xipre (illa aleshores integrada a l'Imperi Britànic). La nova Grècia es constituïa a partir del 1822 com un estat nació típic de l'època, alliberat de l'Imperi Otomà. Altres poblacions menors de grecs ètnics es poden trobar actualment des del sud d'Itàlia i el sud d'Albània fins al Caucas, i també en les comunitats de la diàspora a molts altres països. Actualment, la majoria dels grecs pertanyen formalment a l'Església Ortodoxa Grega.
Es poden atribuir als grecs contribucions molt notables en diversos àmbits de la cultura universal al llarg de tota la Història (les arts plàstiques, la literatura, el teatre, la filosofia, la política, la música, les matemàtiques, la ciència, l'arquitectura, la tecnologia, les exploracions, la cuina i l'esport).

## Identitat
Les paraules emprades per definir el concepte d'«hel·lenicitat» han canviat molt al llarg de la història: 
- hel·lens (grec antic: Έλληνες, hél·lēnes): Homer es refereix als hel·lenes com una petita tribu del sud de Tessàlia, acabdillada per Aquil·les en la guerra de Troia.[35] A la mitologia grega, Hel·len és el patriarca dels hel·lens, supervivents del diluvi universal.[36] Sembla que el mite fou desenvolupat per les tribus gregues quan començaven a individualitzar-se les unes de les altres, per tal d'indicar el seu origen comú. Tanmateix, actualment no hi ha una explicació etimològica clara d'aquesta denominació.

- grecs (grec antic: Γραικοί, graikói): d'acord amb Hesíode, segons la mitologia grega, Graicós o Grec seria un nebot d'Hel·len,[37] i els que abans s'anomenaven graikoi acabarien dient-se hellenes. De fet, segons la tradició grega, pot ser que l'origen del poble grec es trobi a la regió central de Grècia. Una teoria moderna fa derivar el mot "grec" del gentilici de Graia (Γραία), una població de la costa de Beòcia, que es correspondria amb l'actual Tanagra. Colons procedents de Graia van participar en la fundació de Cumae (900 aC) a Itàlia i quan els romans, en la seva expansió cap al sud, se'ls van trobar els van anomenar graeces, i després van fer extensiu aquest nom a tots els hel·lens en general.[38] En grec, graia (γραία) vol dir "vella" o "antiga", de manera que els grecs serien també "els antics".

- aqueus (grec antic: Ἀχαιοί, akhaiói): Homer, en la Ilíada, anomena dànaus, argius i aqueus els grecs en general,[39] i probablement eren noms que designaven pobles de la civilització micènica, és a dir, pobles preexistents que serien expulsats per la invasió dòrica cap al que ara és la regió d'Acaia, al Peloponès.[40] Alguns documents egipcis es refereixen als ekwesh, un dels pobles de la mar que van atacar Egipte durant el regnat de Merneptah (1213-1203 aC), i que podrien ser els aqueus.[41]

- dànaus (grec antic: Δαναοί, danaói) i argius (en grec, Αργείοι, argheioi): a la Ilíada ambdós noms designen el conjunt de pobles grecs que ataquen Troia. Segons la mitologia, Dànau, originari d'Egipte, és el fundador de la ciutat d'Argos, d'on serien originaris els argius.

- romans (grec: Ρωμαίοι, roméi, o Ρωμιοί, Romií; turc: rûm): denominació aplicada tant pels grecs com pels turcs a tots els habitants cristians dels Balcans i d'Anatòlia, o als cristians en general dins de l'Imperi Otomà, quan el terme "grec" va passar a identificar els pagans de l'antiguitat clàssica.

- jònics o jonis (grec antic: Ἴωνες, íōnes; en hebreu, javan o yavan; en les llengües de l'Índia, yona o yavana; en xinès, 大宛, dayuan, "grans jonis"): una de les quatre grans tribus gregues, amb els eolis, els doris i els aqueus (o micènics). Contràriament als de les altres tribus, el nom dels jonis apareix en la parla de molt diverses civilitzacions al voltant de la Mediterrània oriental i cap a Orient, fins a l'Índia i la llunyana Xina. Els jonis no foren els primers grecs a aparèixer a les cròniques, cosa que correspon als dànaus i als aqueus, sinó que es troben per primer cop a la civilització micènica a Creta. Els dayuan del Regne de Ferganà apareixen esmentats a les cròniques xineses del segle ii aC.

La dispersió dels grecs al

Però cap d'aquests noms no ha servit mai per identificar en exclusiva els ciutadans d'un estat grec concret. A Occident, el terme "grecs" s'ha referit tradicionalment als parlants nadius de grec. Els habitants de l'Imperi Romà d'Orient s'anomenaven ells mateixos romioi, pel fet que es consideraven els hereus polítics directes de l'Imperi Romà, però almenys fins al segle xii la majoria eren educats també en el convenciment que havien heretat el llegat de l'antiga Grècia, tot i que per a molts parlants de grec, "hel·lè" era sinònim de pagà. Just abans de la caiguda de Constantinoble (1453) el darrer emperador, Constantí XI, deia als seus soldats que havien de recordar que eren descendents dels grecs i dels romans.
Abans de l'establiment del modern estat grec (1822), durant els segles xviii i xix, el lligam entre els antics grecs i els moderns va ser redescobert i revaloritzat pels intel·lectuals de la Renaixença grega, especialment Rigas Fereos. En la seva obra "Constitució política", Fereos s'adreça a la seva nació com "el poble descendent dels grecs".
Els grecs actuals són una nació en el sentit de grup ètnic (ethnos), definit per la cultura i la llengua gregues, no per una ciutadania comuna, ni per la raça ni per la religió, ni per estar subjectes a cap estat en particular. Ara bé, tant a l'antiguitat com a l'edat mitjana, i també avui en menor mesura, el terme emprat pels grecs per parlar d'ells mateixos ha estat sempre genos (Γένος, és a dir, la "raça"), que indica el reconeixement d'un ancestre comú.

### Els grecs moderns i els antics

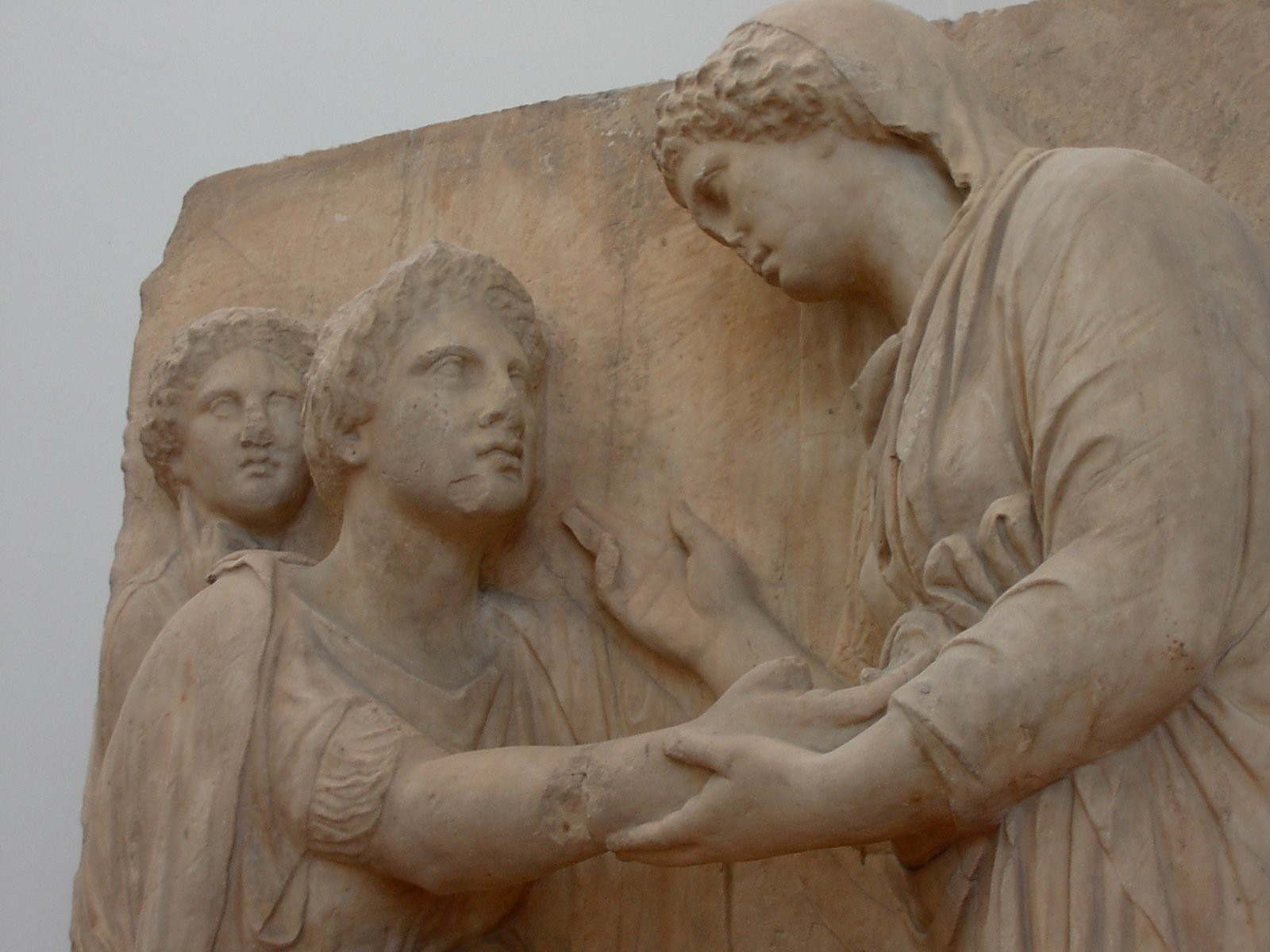
Grup familiar en una estela funerària d'Atenes

La vinculació més evident entre l'antiguitat i la modernitat gregues és l'ús de la mateixa llengua, que es troba documentada almenys des del segle xiv aC fins a l'actualitat, tot i la manca d'informació pel que fa a l'edat fosca grega. Es diu que això només és comparable al que ha passat amb la llengua xinesa. L'hel·lenisme ha estat, de fet, un fons cultural comú, i la continuïtat nacional del món grec és molt més clara que la continuïtat de la seva població concreta. Tanmateix, l'hel·lenisme també incorpora una dimensió ancestral que desenvolupa aspectes de la literatura atenesa fins a l'actualitat, com és el cas de l'"autoctonia". Durant els darrers anys de l'Imperi Romà d'Orient, les zones de Jònia i Constantinoble van experimentar una revifada hel·lenística en la llengua, la filosofia i la literatura, així com en els models clàssics de pensament i intel·lectualitat. Aquesta revifada va donar forces al sentiment d'afinitat cultural amb l'antiga Grècia i l'herència clàssica. Els canvis culturals que han patit els grecs són, tot i la supervivència d'un sentit d'etnicitat comú, innegables. Però al mateix temps, els grecs han conservat la seva llengua i, fins i tot, el seu alfabet, a més d'alguns valors, costums, un sentit excloent de la diferència religiosa i cultural (el terme bàrbar fou emprat el segle xii per la historiadora Anna Comnena per descriure els pobles que no parlaven grec), i un sentiment de la identitat i etnicitat grega, malgrat els canvis polítics i socials globals dels darrers dos mil·lennis.

### Demografia

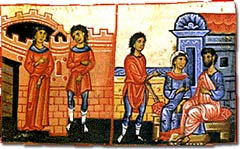
Escenes d'un casament i de vida familiar a Constantinoble.

Actualment, els grecs ètnics són la majoria de la població del país, exactament el 93% de Grècia, i més del 78% de l'illa de Xipre (exclosos els colons turcs del nord). La població grega no ha presentat tradicionalment uns índexs de creixement gaire alts, però sí que s'ha incrementat regularment des del primer cens fet al país, el 1828. Bona part de l'augment de la població de Grècia des de la fundació del nou estat es degué a l'annexió de nous territoris i a l'arribada d'un milió i mig de grecs refugiats després de l'intercanvi de poblacions entre Grècia i Turquia (1923). Aproximadament un 80% de la població de Grècia és urbana, amb un 28% concentrat a la ciutat d'Atenes.
Els grecs de Xipre tenen una història similar d'emigració, generalment cap a països anglosaxons, a causa de la sobirania de l'Imperi Britànic sobre l'illa. Es va produir una forta onada migratòria dels grecs xipriotes des de la invasió turca de Xipre de 1974, cosa que va fer minvar la població entre 1974 i 1977, junt amb les pèrdues de la guerra i la caiguda de la fertilitat en els anys subsegüents. Després de la neteja ètnica d'un terç de la població grega de l'illa el 1974,
 també es va produir un increment de l'emigració de xipriotes grecs, sobretot cap a l'Orient Pròxim, que va contribuir al decreixement de la població, que es va aturar a la dècada del 1990. Actualment, més de dos terços de la població grega de Xipre és població urbana.
Hi ha una minoria grega d'unes 105.000 persones a Albània, especialment al sud. La minoria grega de Turquia, que encara era de més de 200.000 persones després de l'intercanvi de 1923, actualment ha quedat reduïda a uns pocs milers, després del Pogrom d'Istanbul de 1955 i d'altres episodis de violència i discriminació més o menys avalats per les autoritats turques. Tot plegat va aconseguir posar fi, si bé no del tot, a tres mil anys d'herència hel·lenística a l'Àsia Menor. També hi ha minories gregues, encara més petites, a la resta de països balcànics, així com a l'Orient Mitjà i als països del Mar Negre, que són el que queda de l'antiga Diàspora grega d'abans del segle xix.

### Diàspora
Determinar el nombre total de grecs que viuen avui en dia fora dels dos estats grec i xipriota no és una tasca fàcil, ni tampoc suscita gaire acord. Allà on es pot disposar de censos que identifiquin les particularitats ètniques de la població, les dades ens parlen d'uns 3 milions de grecs ètnics a l'exterior. D'altra banda, el Consell Mundial Hel·lènic (SAE) estima que la xifra s'hauria d'acostar als 7 milions en total. I com a terme mitjà, segons George Prevelakis, de la Sorbona, el nombre hauria d'aproximar-se als 5 milions. La integració, els matrimonis mixtos, i l'abandonament progressiu de la llengua grega són factors que dificulten la identificació de les persones d'origen grec amb la diàspora grega. El centres més importants de la diàspora actual són Londres, Nova York, Melbourne i Toronto. Recentment, el Parlament grec ha aprovat una llei que reconeix el dret de vot als grecs de la diàspora.

#### Diàspora antiga

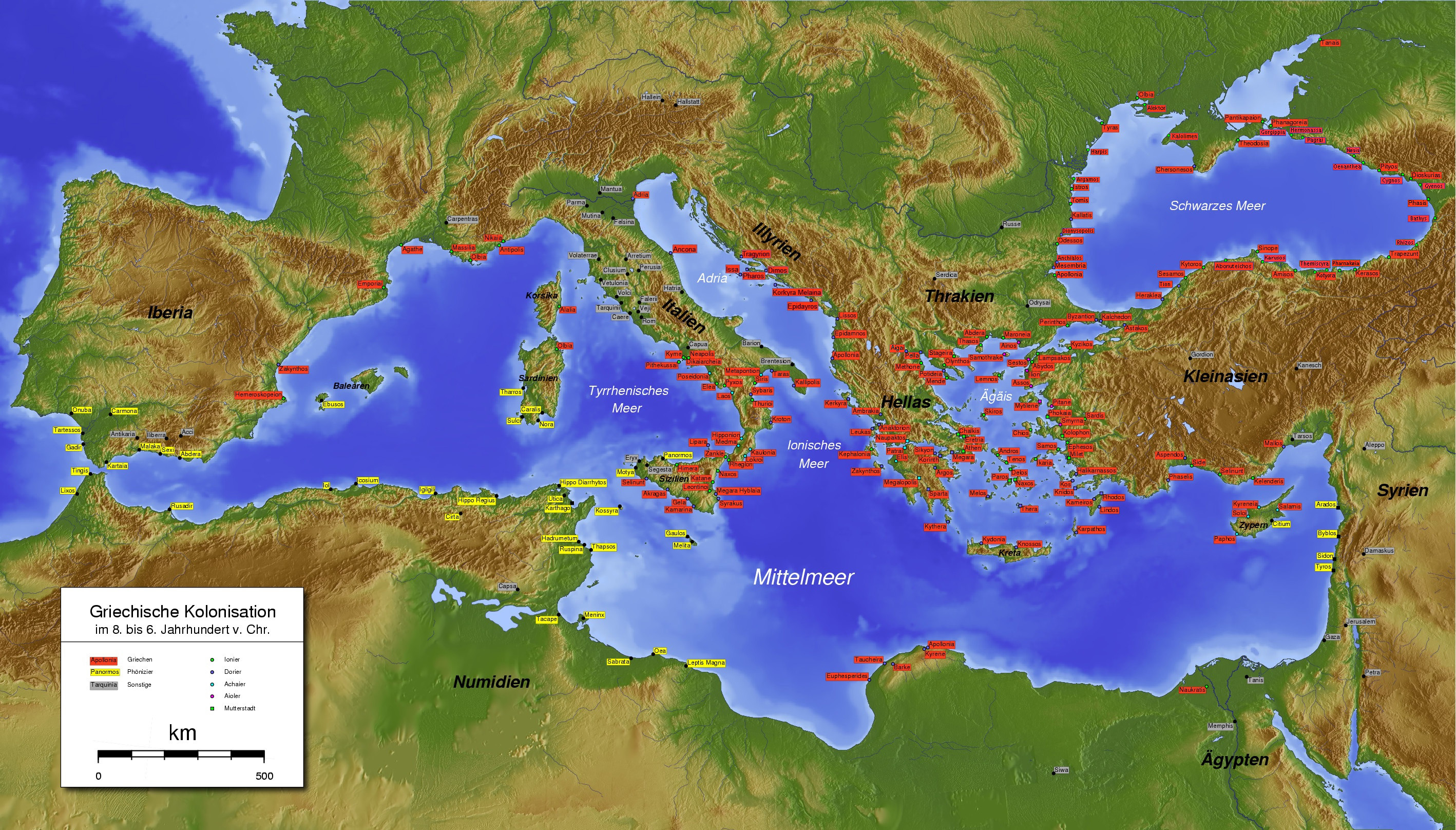
Colonització grega (en vermell) i fenícia (en groc) a l'antiguitat.

A l'antiguitat, les activitats comercials i de colonització de les tribus gregues i de les ciutats estat van contribuir a escampar la cultura, la religió i la llengua gregues per les costes de la Mediterrània, especialment a Sicília i el sud d'Itàlia (ambdues regions conegudes com la Magna Grècia), la península Ibèrica (Empúries), Occitània (Marsella) i el mar Negre (Odessa, Crimea, Geòrgia, Trebisonda). Sota l'imperi d'Alexandre el Gran i els estats que el van succeir, els grecs i les classes governants locals hel·lenitzades es van establir a l'Orient Mitjà (selèucides), a l'Índia (Regne Indogrec) i a l'Egipte Ptolemaic (ptolomeus). El període hel·lenístic es caracteritza per una nova onada colonitzadora i l'establiment de ciutats i regnes grecs a l'Àsia central (el que les cròniques xineses anomenen Dayuan, i que potser vol dir "Gran Jònia") i a Cirenaica, al nord d'Àfrica. Sota l'Imperi Romà, la facilitat de moviments que hi havia per a les migracions internes va afavorir l'expansió dels grecs, i, a les províncies orientals, el grec va esdevenir la nova lingua franca, més que no pas el llatí, dominant només a les províncies occidentals. L'actual comunitat dels "griko", al sud d'Itàlia, que aplega unes 60.000 persones, és un vestigi vivent de l'antiga població grega a la regió.

#### Diàspora moderna

Diàspora grega al.

Durant i després de la Guerra d'independència de Grècia, els grecs de la diàspora van tenir un paper molt important per a l'establiment del nou estat, proporcionant fons econòmics i informacions des de l'exterior. Les famílies dels mercaders grecs tenien contactes en altres països, i durant el conflicte molts es van establir al voltant de la Mediterrània, sobretot a Marsella (França), Liorna (Itàlia) i Alexandria (Egipte), a Rússia (Odessa i Sant Petersburg), i al Regne Unit (Londres i Liverpool), des d'on van seguir comerciant, la majoria en teixits i gra. Els negocis solien implicar tota la família, en el seu sentit més extens, i entre tots creaven i mantenien escoles on s'ensenyava grec, i temples per a l'Església Ortodoxa Grega.
Les oportunitats dels mercats varen comportar una tendència a l'estabilització progressiva dels mercaders i cada cop més famílies van expandir les seves operacions comercials fins a esdevenir naviliers, amb el finançament de la comunitat grega local. Amb la puixança econòmica, la diàspora es va anar expandint per l'Orient Mitjà, el nord d'Àfrica, l'Índia i els Estats Units.
Al llarg del segle xx, es van produir importants emigracions per raons econòmiques des de Grècia i Xipre cap als Estats Units, el Regne Unit, Austràlia, el Canadà, Alemanya i Sud-àfrica, especialment després de la Segona Guerra Mundial (1939 – 1945), de la Guerra Civil Grega (1946 – 1949), i de la invasió turca de Xipre (1974).

## Cultura
La cultura grega ha evolucionat al llarg de milers d'anys, amb els seus inicis a la civilització micènica, i continuant pel període clàssic, el període hel·lenístic, el període romà i el període romà d'Orient, i fou profundament afectada i conformada pel cristianisme, tot i que la influència fou profundament bidireccional. Sota l'Imperi Otomà, els grecs van haver de suportar uns quants segles d'adversitat que van culminar en el genocidi del segle xx, tot i que en aquesta època no hi van faltar els intercanvis culturals, que van enriquir ambdues cultures. Finalment, la Renaixença grega (Diafotismos) es considera que va revitalitzar la cultura grega fent una síntesi dels elements clàssics i medievals que caracteritza el moment actual.

### Llengua

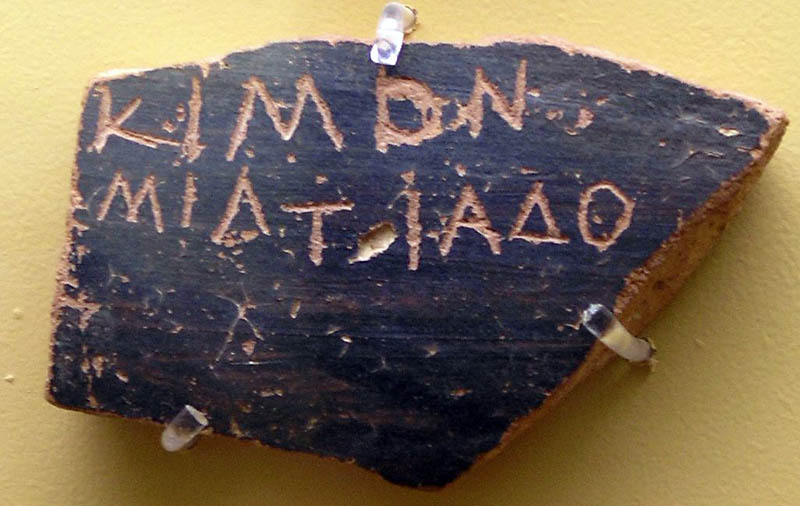
Lòstracon amb el nom de Cimó II, que va servir per enviar-lo a l'exili.

Minories lingüístiques a Grècia.

La majoria de grecs actuals parlen la llengua grega, una llengua indoeuropea que constitueix una branca en si mateixa, estretament relacionada amb l'armeni i amb les llengües indoiranianes. El grec té una de les històries més llargues documentades de qualsevol llengua, i la literatura grega, en particular, té una història contínua de més de 2.500 anys. Obres literàries tan importants per a la cultura universal com ara l'èpica d'Homer, els Elements d'Euclides i el Nou Testament, foren escrites originalment en grec.
El grec modern presenta diverses característiques compartides amb altres llengües balcàniques, com ara l'albanès, el búlgar (de la família de llengües eslaves) i les llengües romàniques orientals, i ha absorbit moltes paraules foranes, procedents sobretot de les llengües d'Europa Occidental i del turc. Aquestes influències externes foren excloses de la llengua més formal, la nova katharévussa creada artificialment durant el segle xix i que va acabar sent la llengua oficial del nou estat, a causa del Filohel·lenisme i del Diafotismos, que maldaven per destacar especialment el pès de l'herència clàssica en els grecs moderns. La diglòssia que es va establir deixava, de fet, fora dels cercles de la cultura, del prestigi social i del poder polític tots els que seguien parlant grec demòtic, fins que el 1976 aquesta parla popular fou proclamada llengua oficial nacional, i la katharévussa fou considerada obsoleta.
El grec modern té, a part del grec demòtic, considerada la varietat estàndard de la llengua, una àmplia varietat de dialectes que presenten diversos graus d'intel·ligibilitat entre ells, incloent-hi el grec xipriota, el pòntic, el capadoci, el griko (al sud d'Itàlia) i el tsacònic (l'únic testimoni vivent de l'antic grec dòric). El jevànic o judeogrec és la llengua dels romaniotes (jueus grecs) i sobreviu en petites comunitats a Grècia, a Nova York i a Israel, escrit en una versió pròpia de l'alfabet hebreu.
D'altra banda, molts grecs de Grècia i de la diàspora són bilingües en altres idiomes, com ara l'anglès (a Xipre i a la diàspora), l'arvanític (albanès de Grècia), l'aromanès (llengua romànica local), el ladino o judeoespanyol, el macedònic, el búlgar, el rus i el turc.

#### Alfabet
L'alfabet grec, emprat per escriure la llengua grega des del segle ix o viii aC, és el primer alfabet que va tenir la Humanitat en el sentit estricte del terme, és a dir, un sistema d'escriptura amb caràcters diferents per a cada vocal i cada consonant. La seva forma actual deriva de l'antic alfabet jònic o grec oriental, que es va imposar a les altres variants el segle v aC, quan la polis d'Atenes el va adoptar oficialment. L'alfabet grec és l'antecessor de l'alfabet llatí i de l'alfabet ciríl·lic, entre d'altres.
Actualment, l'alfabet grec es fa servir per escriure el grec modern i també per designar en totes les llengües les diverses unitats emprades en els camps de les matemàtiques, la física, l'astronomia, etc. També és el segon alfabet que va adoptar oficialment la Unió Europea, quan es va produir la incorporació de Grècia, el 1981.

### Religió

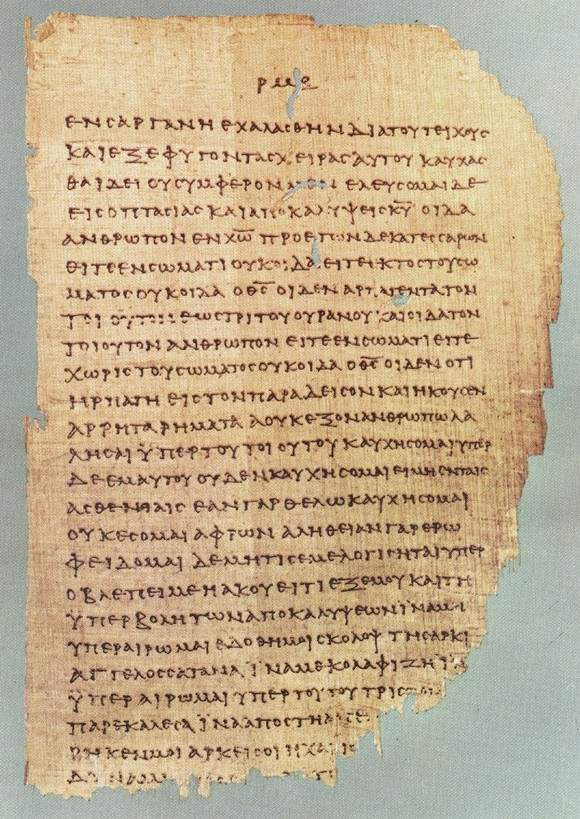
El Papir 46 és un dels manuscrits més antics del Nou Testament en grec, probablement escrit entre 175 i 225.

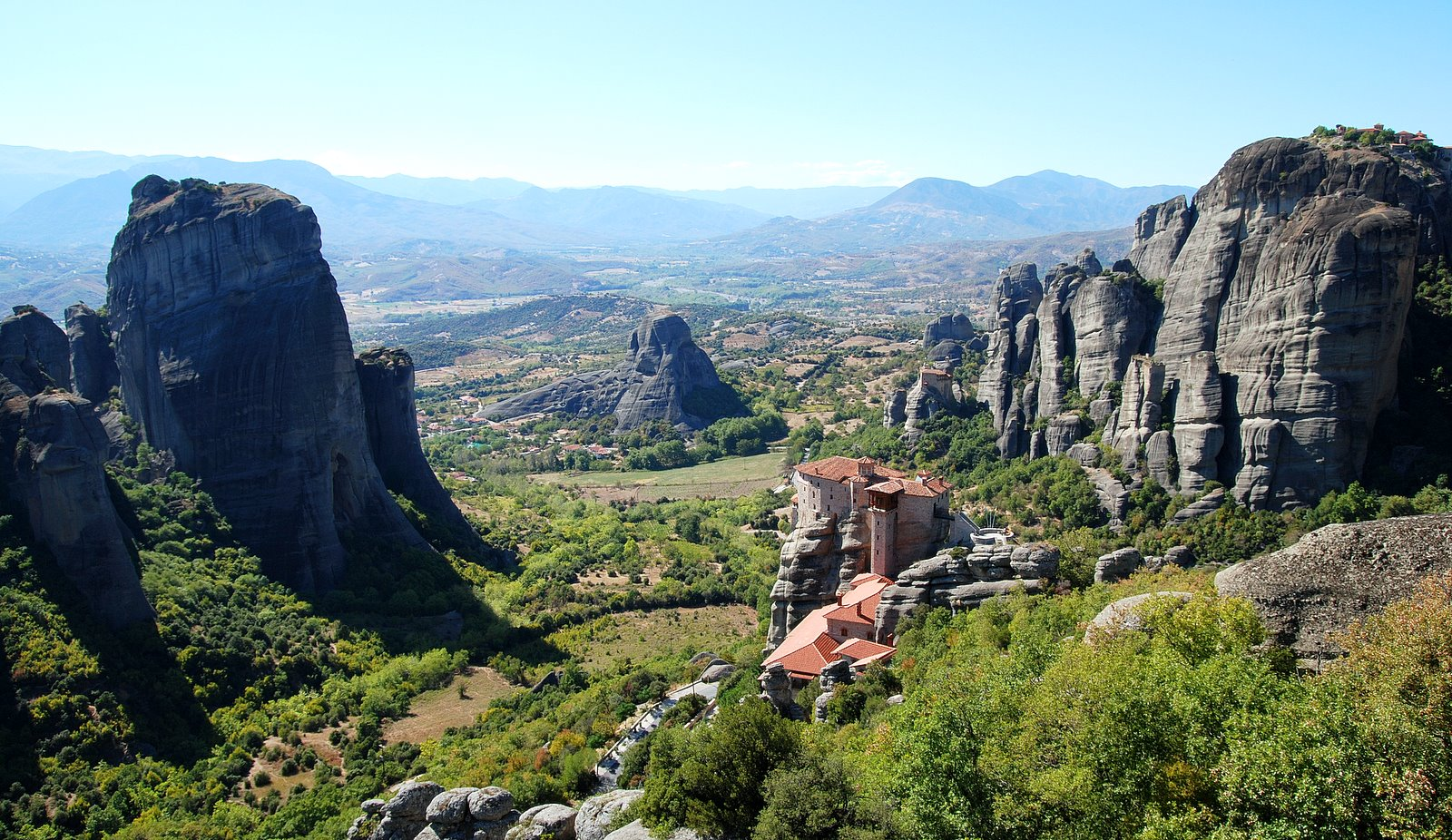
Els monts Meteora acullen un nombre considerable de monestirs.

La majoria dels grecs són cristians i pertanyen a l'Església Ortodoxa Grega. Durant els primers segles de l'Era cristiana, la majoria dels primers cristians eren parlants de grec, i doncs el Nou Testament fou escrit originalment en grec koiné, que encara avui roman com la llengua litúrgica de l'Església Ortodoxa Grega. L'Església Ortodoxa fou sempre molt hostil contra la religió grega antiga, i després, sota l'Imperi Otomà, va ajudar molt als grecs a conservar la seva identitat per mitjà de l'ús de la llengua grega a la litúrgia i en els esforços que es feien per mantenir un ensenyament nacional.
Hi ha petites minories de grecs ètnics que són fidels d'altres esglésies cristianes, com ara l'Església Catòlica i diverses esglésies evangèliques, i fins i tot d'altres confessions religioses, no cristianes, com ara els romaniotes i els sefardites (jueus instal·lats a Grècia des del 70 o des de 1492, respectivament), i també els grecs musulmans. Concretament, existeixen comunitats musulmanes gregues a Trípoli (Líban), i a Al Hamidiyah (Síria), i també hi ha una important comunitat grecoparlant, molt difícil de quantificar, a la Regió del Pont, que es van escapar de l'intercanvi de poblacions entre Grècia i Turquia (1923) mercès a la seva fe musulmana. Finalment, uns 2.000 grecs s'han convertit a la versió hel·lènica del neopaganisme.

### Art

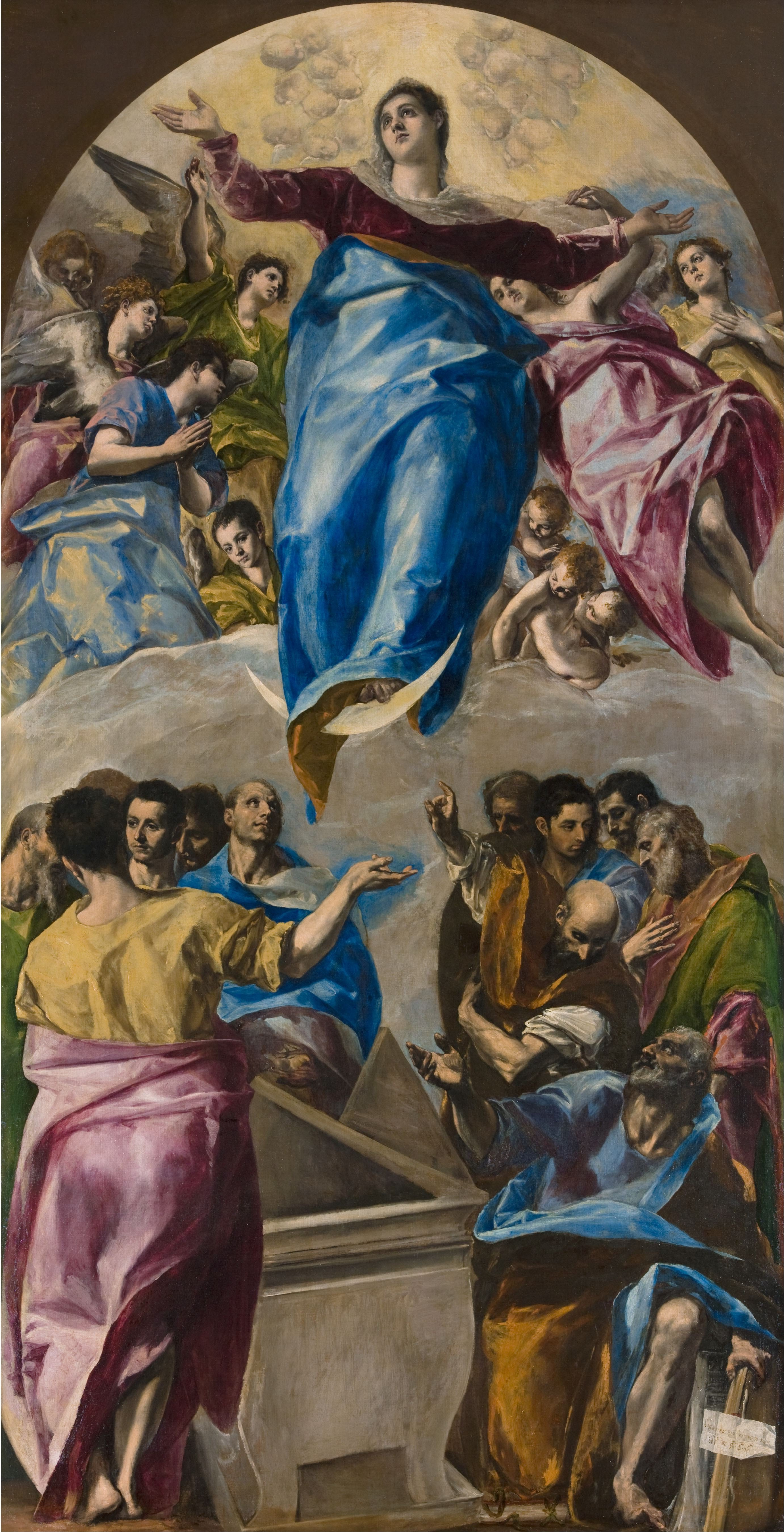
L'Assumpció de la Verge (1577 – 1579), d'El Greco.

L'art grec té una llarga i diversificada història. Els grecs han contribuït notablement a les arts visuals, literàries i escèniques, principalment. A Occident, l'art grec antic ha tingut una gran influència en la formació de l'art romà primer, i de tot l'art occidental després. Seguint el Renaixement a Europa, l'estètica humanista i l'alt nivell tecnològic de l'art grec van inspirar generacions d'artistes europeus. Sobretot durant el segle xix, la tradició clàssica que ve de Grècia va tenir un paper molt important en la creació artística d'Occident. Però això no ho és tot: a Orient, les conquestes d'Alexandre el Gran van significar l'inici de diversos segles d'intercanvis entre la cultura grega i les cultures de l'Índia a Àsia central, donant com a resultat l'art greco-búdic, la influència del qual va arribar tan lluny com al Japó.
L'art romà d'Orient, que es va desenvolupar a partir de l'art clàssic, i que va saber adaptar els motius pagans al servei del cristianisme, com en el cas dels retrats de Faium, va estimular el desenvolupament artístic de molts països. La seva influència es pot identificar des de Venècia a l'oest fins al Kazakhstan a l'est. D'altra banda, l'art grec va rebre la influència de diverses civilitzacions orientals en l'antiguitat clàssica i del cristianisme ortodox sota l'Imperi Romà, quan l'art modern grec va ser fortament influenciat per l'art occidental.
Entre els artistes grecs més notables hi hem d'incloure el pintor renaixentista conegut com El Greco, la soprano Maria Callas, una de les cantants de més èxit a tot el món, Nana Mouskouri, i els compositors Iannis Xenakis, Yanni i Vangelis. L'alexandrí Konstandinos Petru Kavafis i els Nobels Giorgos Seferis i Odysseas Elytis són entre els poetes més importants del segle xx. Finalment, hi ha diverses actrius de fama mundial, com ara Melina Merkuri, Irene Papas i Katina Paxinou, guanyadora d'un Oscar.

### Ciència
Els grecs de l'era clàssica van fer diverses contribucions científiques d'importància i van ajudar a posar els fonaments de diverses tradicions científiques d'Occident, com a la filosofia, la historiografia i les matemàtiques. La tradició intel·lectual de les acadèmies gregues —a partir de les atenenques Acadèmia platònica i Liceu d'Aristòtil— es va mantenir sota l'Imperi Romà, amb institucions ubicades a Constantinoble, Antioquia de l'Orontes, Alexandria i altres ciutats, mentre que la ciència de Roma era, de fet, una continuació de la ciència grega clàssica. Els grecs tenen una llarga tradició d'afecte i investigació en el camp de l'educació (paideia en grec). La paideia era un dels valors socials més elevats del món grec i hel·lenístic, i la primera institució europea que es pot considerar una universitat fou creada a Constantinoble durant el segle v i va seguir existint sota diverses formes fins a la caiguda de la ciutat sota els turcs otomans el 1453. La Universitat de Constantinoble es consideraria la primera institució secular d'ensenyament superior de l'Europa cristiana pel fet que s'hi impartien matèries alienes a la teologia, i perquè respon al sentit original de les universitats arreu del món com a corporacions d'estudiants, de manera que esdevé la primera universitat del món.
El 2007, Grècia ocupava la vuitena posició mundial més elevada d'ocupació en el sector terciari, amb un percentatge de dones superior al d'homes entre els estudiants, mentre els grecs de la Diàspora són igualment actius en el camp de l'educació. Centenars de milers d'estudiants grecs estudien cada any a les universitats occidentals. Entre els científics grecs més importants dels temps moderns destaquen l'investigador del càncer Geórgios Papanikolaou (inventor de la prova de Papanicolau), els informàtics Nicholas Negroponte (estatunidenc) i Michael Dertouzos, els matemàtics Konstandinos Karatheodori i John Argyris (oncle i nebot) i el físic Dimitris Nanópulos.

### Noms i cognoms
Els grecs foren un dels primers pobles d'Europa que van emprar els cognoms, i ja ho feien plenament durant el segle ix, en substitució del vell costum d'identificar cada individu pel nom del seu pare; tanmateix, en la major part dels casos, els cognoms grecs són, en origen, patronímics. En general, els cognoms masculins grecs acaben en -os, que és la manera com sol acabar el cas nominatiu del nom propi masculí en grec. Excepcionalment, alguns acaben en -u, que és el cas genitiu, per raons patronímiques. Tot i que a Grècia, actualment, els cognoms es mantenen estàtics, encara sobreviu un ús dels patronímics dinàmics i canviants per al nom del mig, que consisteix a prendre com a nom del mig, però no com a cognom, el nom del pare en genitiu. Aquest costum ha estat transmès pels grecs als russos. A Xipre, en canvi, els cognoms segueixen l'antiga tradició de formar-se a partir del nom del pare. Finalment, cal dir que molts cognoms grecs actuals tenen, de fet, un origen turc, albanès o eslau, a causa de les diverses migracions que s'han produït històricament dins de l'Imperi Otomà.
Pel que fa als noms dels individus, en principi les dues principals fonts són el cristianisme i l'antiguitat clàssica. Els noms antics no s'han abandonat mai, al llarg de la història grega, però cal destacar que des del segle xviii endavant s'estan emprant encara molt més.

## Els grecs i el mar

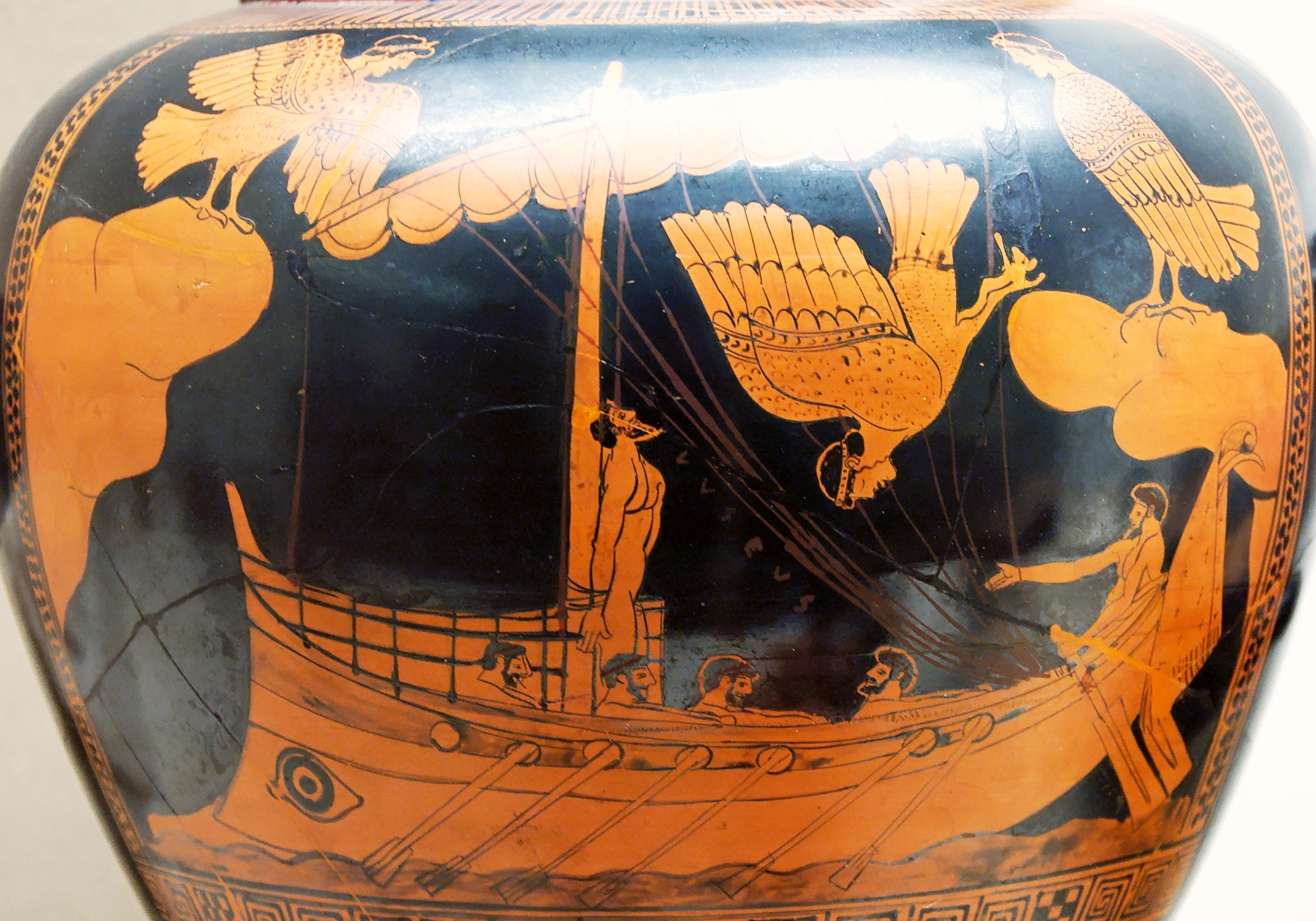
Ulisses en el seu viatge de tornada a casa després de la guerra de Troia.

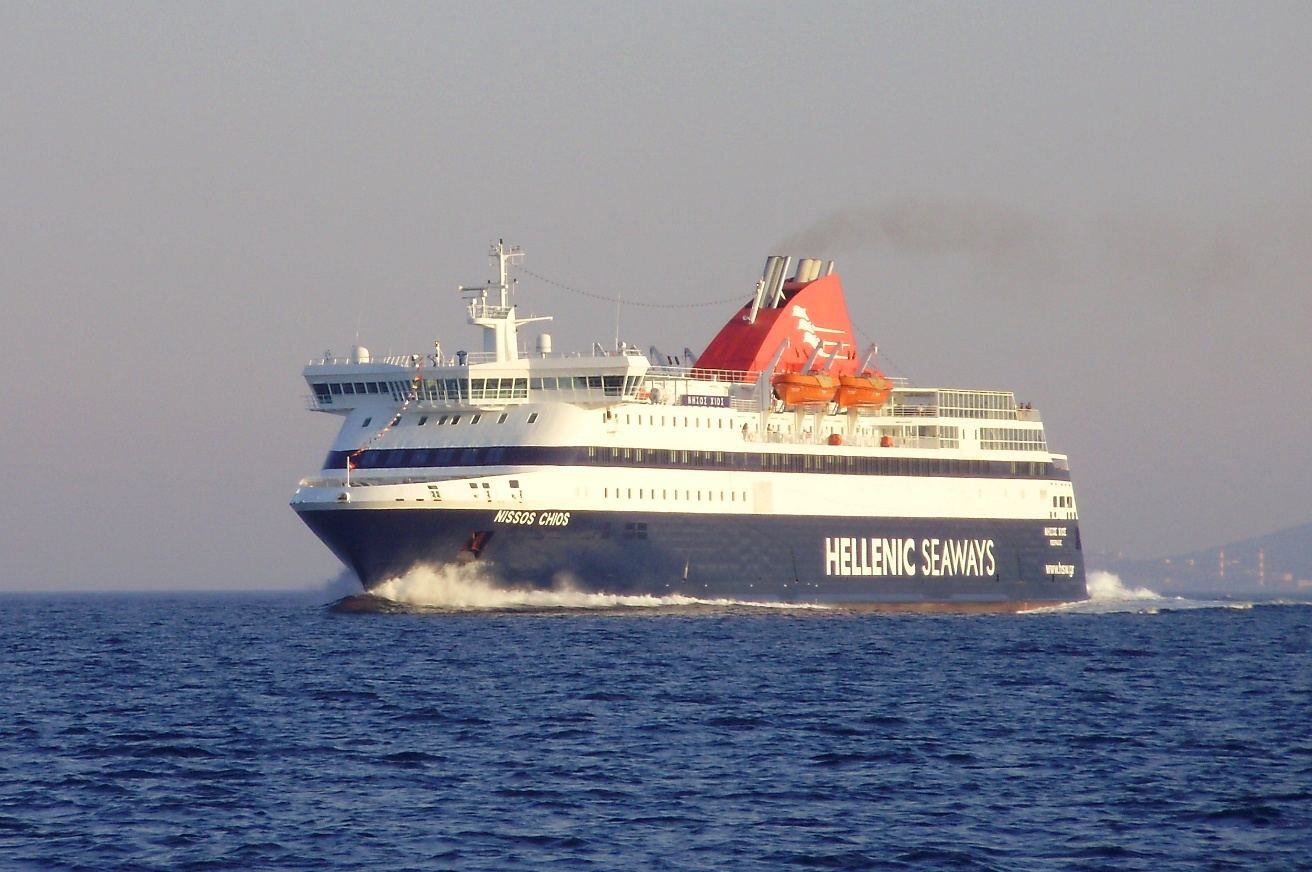
Un vaixell grec modern.

La pàtria tradicional dels grecs la constituïen l'extrem sud de la Península Balcànica, les moltes illes del mar Egeu, les costes de la mar Negra i de Jònia, les grans illes de Xipre, Creta i Sicília, i la Magna Grècia (el sud d'Itàlia). Al Fedó de Plató, Sòcrates sentencia: "nosaltres [els grecs] vivim com formigues o granotes al voltant d'una bassa". Aquesta imatge coincideix a la perfecció amb el mapa de la diàspora grega antiga, que es correspon amb el món grec fins a la creació del nou estat grec el 1832. El mar i el comerç foren les sortides naturals dels grecs, especialment si considerem que la península és molt rocallosa i no ofereix gaire bones possibilitats a l'agricultura.
Entre els navegants grecs més notables hi ha Píteas, que al segle iv aC va arribar fins a Escandinàvia i va descriure les Illes Britàniques, les marees i el mar glaçat, Escilax de Carianda, que va explorar l'Indus i el Mar Roig entre els segles VI i V aC, Nearc, que fou l'almirall d'Alexandre el Gran (segle iv aC), el mercader i després monjo Cosme Indicopleustes, que va explorar Ceilan i Etiòpia el segle vi, i Juan de Fuca, que el segle XVI va explorar la costa oest de Nord-amèrica tot buscant el Pas del Nord-oest. Els darrers temps de l'Imperi Romà d'Orient, els romioi controlaven les rutes marítimes de la Mediterrània i tot el comerç, fins que un bloqueig imposat per l'emperador al comerç amb el Califat va permetre els italians prendre el relleu de la preeminència comercial a la zona.
La tradició marítima grega es va recuperar sota el domini otomà, amb el desenvolupament d'una notable classe mitjana mercantil que després jugaria un important paper a la Guerra de la Independència Grega. Actualment, la navegació grega continua prosperant i expandint-se, fins al punt que Grècia ha arribat a posseir la flota mercant més gran del món, mentre que molts més vaixells que són propietat d'armadors grecs naveguen sota pavelló de conveniència. L'armador més important del segle XX fou el grec Aristotelis Onassis, seguit d'altres noms com Ghiannis Latsis, Georges Livanos, i Stavros Niarchos. Un famós poeta grec del segle XX fou el navegant Nikos Kavvadias.

## Símbols nacionals
El símbol més emprat en general pels grecs de tot el món és la bandera de Grècia, que inclou nou franges horitzontals de la mateixa amplada, blanques i blaves, que representen les nou síl·labes del lema nacional Eleftheria i thanatos ("llibertat o mort"), que fou el lema de la Guerra de la Independència Grega. Al requadre blau del costat superior tocant al pal hi ha una creu blanca que representa l'Església Ortodoxa Grega. La bandera grega també és emprada àmpliament pels grecs de Xipre, encara que aquest país hagi adoptat oficialment una bandera neutral que pretenia evitar les tensions amb els ciutadans turcs de l'illa.
L'anterior bandera nacional de Grècia, consistent en una creu grega (crux immissa quadrata, creu de braços iguals) blanca sobre camper blau, encara s'empra alternativament a la bandera oficial, i sovint es poden veure onejar les dues juntes. L'escut de Grècia consisteix en un camper blau amb una creu blanca, i s'envolta de dues branques de llorer. Un altre disseny alternatiu consisteix en les dues banderes nacionals, l'actual i la primera que va tenir la Grècia moderna, amb els pals creuats, i l'escut nacional posat al mig.
Un altre símbol de Grècia molt reconegut i popular és l'àguila bicèfala, que fou l'emblema imperial de la darrera dinastia de l'Imperi Romà d'Orient i, consegüentment, un símbol molt popular a l'Àsia Menor i, posteriorment, a Europa Oriental. No forma part de l'escut nacional, però sí que és la insígnia oficial de l'exèrcit grec i també de l'Església Ortodoxa Grega. Fou incorporada a l'escut nacional entre 1925 i 1926.

Bandera de l'Imperi Romà d'Orient.
Bandera de l'Església Ortodoxa Grega, basada en l'escut d'armes de la Dinastia dels Paleòlegs, la darrera que va governar l'Imperi Romà d'Orient.
Bandera de Grècia sota el domini de l'Imperi Otomà, vermell per als turcs i blau per als grecs.
Bandera apareguda el 1769, emprada durant la Guerra de la Independència de 1821.
Bandera de Grècia des del 1822 al 1969.
Bandera de Xipre, des del 1960 (de fet, només de la zona sud, ètnicament grega).
Bandera de Grècia des del 1970.
Escut de Grècia.

## Història

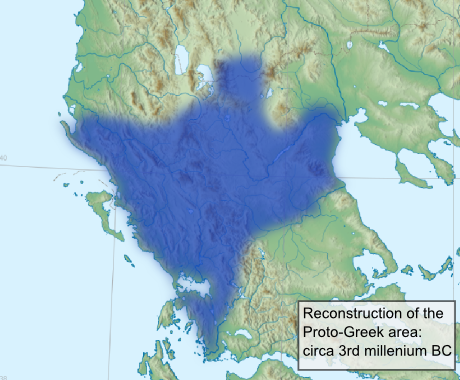
Reconstrucció de l'àrea proto-grega, el 3r mil·lenni aC, segons el lingüista Vladimir I. Georgiev.

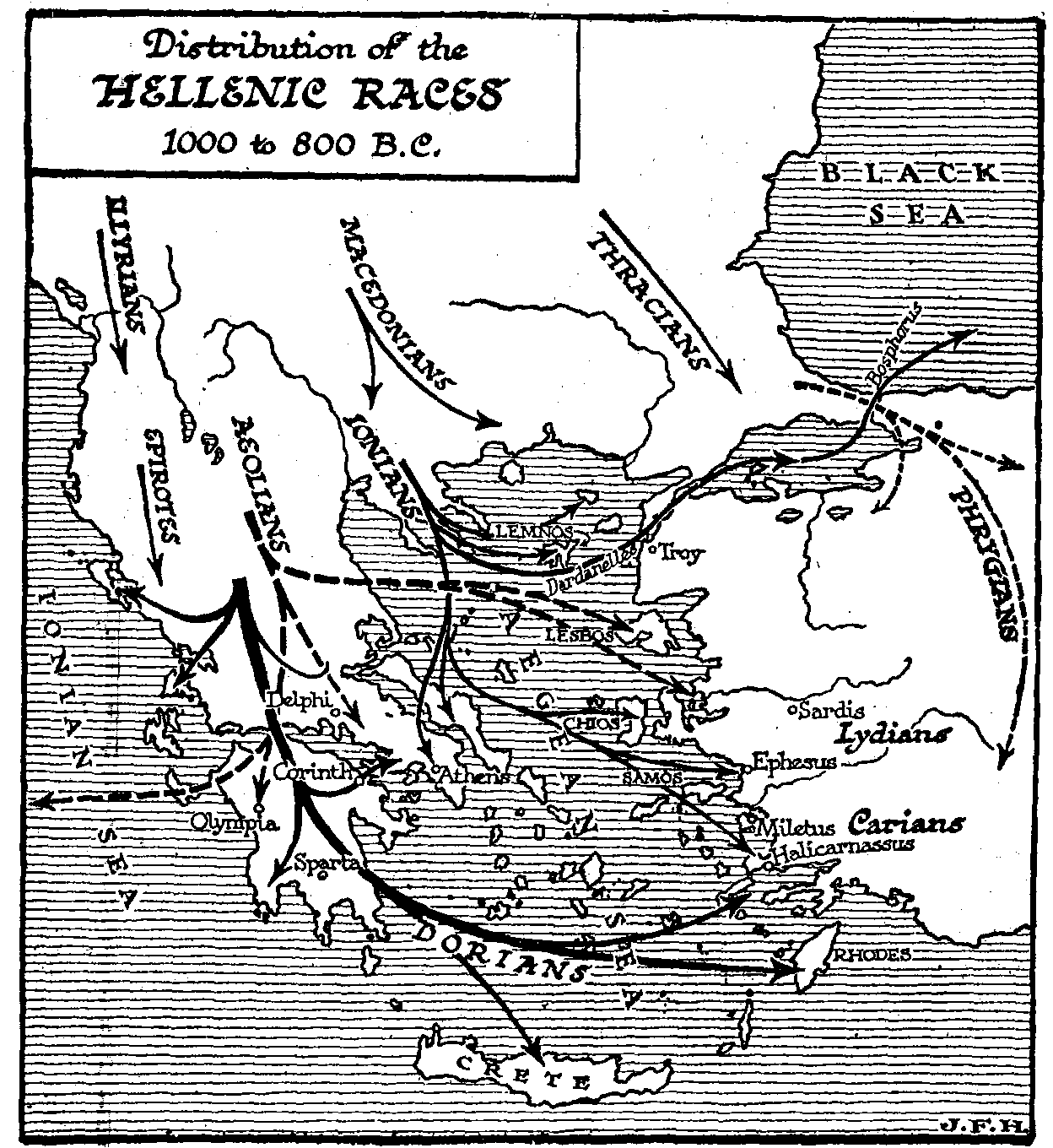
La distribució de les antigues tribus hel·lèniques entre 1000 aC i 800 aC.

Els grecs parlen la llengua grega, que constitueix per ella mateixa, com ja s'ha dit, una branca lingüística de la família de llengües indoeuropees. Són una de les "ètnies premodernes" que descrigué Anthony D. Smith com a "diàspora arquetípica".
La història del poble grec es troba, de fet, íntimament associada amb la història de Grècia, Xipre, Constantinoble, Àsia Menor i la mar Negra. Durant la dominació otomana de Grècia, una part important dels enclavaments grecs al voltant de la Mediterrània van ser separats del nucli principal de la nació, especialment al Sud d'Itàlia, al Caucas, a Síria i a Egipte.
L'estat grec modern fou creat el 1832, quan els grecs van aconseguir alliberar una part dels seus territoris històrics de la dominació de l'Imperi Otomà. La gran diàspora grega i la classe mercantil foren cabdals en la transmissió de les idees del nacionalisme romàntic i el filohel·lenisme que corrien per Occident, i que, junt amb el concepte cultural d'Hel·lenisme, formulat durant els darrers segles de l'Imperi Romà d'Orient, formen la base del Diafotismos (la renaixença grega) i el concepte actual d'Hel·lenisme.
Al principi del segle xx, més de la meitat de la població total grecoparlant es trobava instal·lada a Àsia Menor (en un territori que actualment és Turquia). Després de la Guerra Greco-Turca (1919-1922), un massiu Intercanvi de poblacions entre Grècia i Turquia (1923) va deixar gairebé tota la població ètnicament grega confinada dins de les noves fronteres de Grècia i Xipre. I més tard, al llarg d'aquest mateix segle, una forta onada migratòria cap als Estats Units, Austràlia, el Canadà i molts altres països va generar la diàspora grega moderna.

### Els orígens
Els pobles protogrecs probablement van arribar a la zona que ara s'anomena Grècia, al sud de la Península Balcànica, al final del III mil·lenni aC. Hi ha tota una gamma d'interpretacions: Carl Blegen data l'arrivada dels grecs cap al 1900 aC, John Caskey creu que hi hagué dues onades migratòries, i Robert Drews situa aquests fets en una data tan tardana com el 1600 aC. I encara s'han formulat unes quantes teories més, però hi ha un consens general en què l'arrivada de les tribus gregues es va esdevenir al voltant de l'any 2100 aC.
La seqüència de les diverses migracions cap a l'actual territori grec al llarg del II mil·lenni aC s'ha de reconstruir a partir de l'estudi dels dialectes grecs antics, tal com es poden endevinar molts segles després, cosa que aboca els estudiosos a algunes incerteses. Ha estat provat que hi va haver, almenys, dues migracions. La primera, la dels jonis i dels eolis, que dona lloc a la civilització micènica cap al segle xvi aC. La segona fou la invasió dòrica, cap al segle XI aC, que va desplaçar cap a altres territoris els descendents de la primera onada, la del període micènic. Ambdues migracions van coincidir amb dos moments clau de la història: la micènica amb la transició cap a l'edat del bronze i la dòrica al final d'aquesta mateixa era.
Hi ha alguns indicis de tres onades de migracions que indiquen l'existència dels protojonis, potser contemporanis o fins i tot anteriors als micènics. Aquesta possibilitat sembla que fou suggerida en primer lloc per Ernst Curtius els anys 1880. La historiagrafia actual ha pogut establir amb seguretat que els jonis i els xipriotes arcaics coincideixen a ser els successors d'una única migració oriental del Bronze mitjà en oposició al grup occidental dels doris.

### Civilització micènica

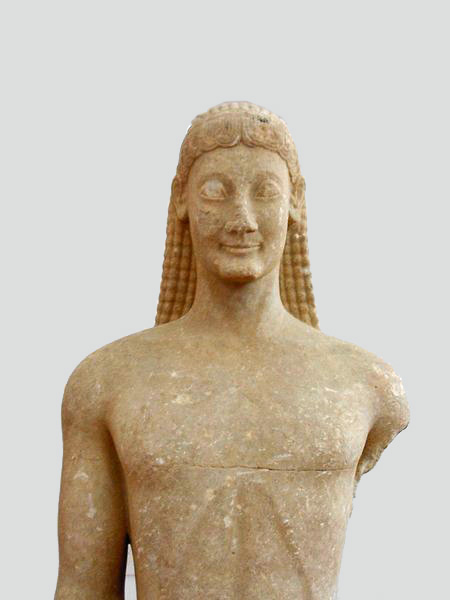
Un kouros del període arcaic.

Els micènics són el primer poble de parla grega documentat per fonts històriques, per textos escrits en l'Escriptura Lineal B, i per alguns rastres literaris que van recollir les obres d'Homer, uns quants segles més tard.
Els micènics es van escampar ràpidament pel mar Egeu, i el segle xv aC ja havien arribat a  Rodes, Creta, Xipre, on la llegenda situa la primera colònia, fundada pel rei Teucre, i a les costes de l'Àsia Menor. Cap al 1200 aC fou el torn dels doris, un altre poble que parlava grec, que van baixar des de la regió de l'Epir. Tradicionalment, els historiadors han cregut que la invasió dòrica havia provocat la fi de la civilització micènica, però és més probable que l'atac més contundent hagi estat el dels anomenats "pobles de la mar", que navegaven per la Mediterrània oriental al voltant de l'any 1180 aC. La invasió dòrica fou seguida d'un període de migracions que no han quedat gaire ben documentades, i que per aquest motiu s'anomena l'Edat fosca grega, però cap al 800 aC, el període arcaic i el període clàssic ja s'albiraven a l'horitzó.
A les obres èpiques homèriques, els grecs prehistòrics hi són representats com els ancestres d'aquella primerenca civilització clàssica del temps del promi Homer, mentre que el panteó micènic inclou una bona part de les divinitats (per exemple Zeus, Posidó i Hades) que ara coneixem dins de la religió clàssica, més tardana.

### Període clàssic

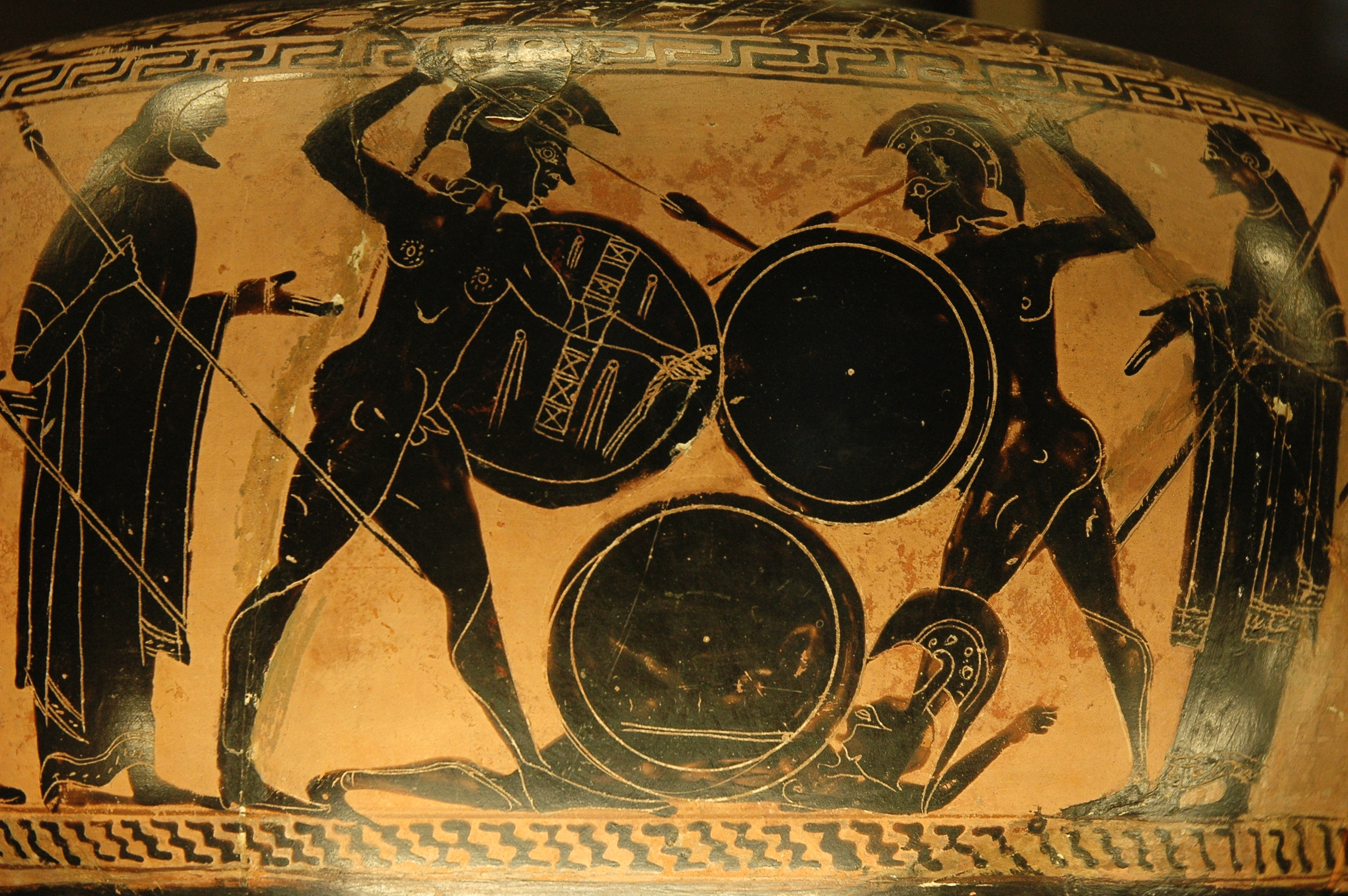
Hoplites lluitant. Detall d'una figura negra àtica de cap als 560 aC – 550 aC.

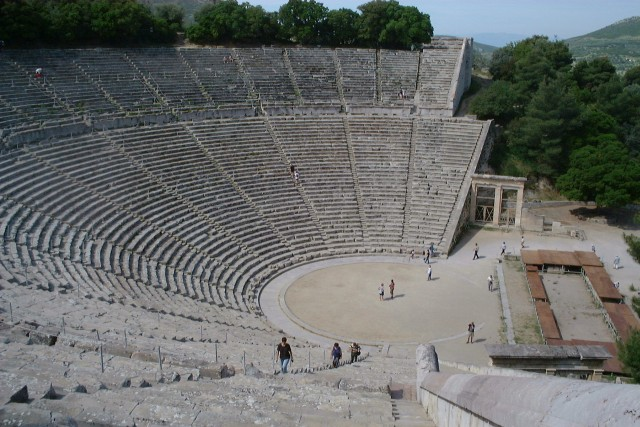
Teatre d'Epidaure.

Es considera que el període clàssic de la civilització grega va des de principis del segle v aC fins a la mort d'Alexandre el Gran, l'any 323 aC. Ha rebut aquest nom pel fet que s'hi van establir els paràmetres pels quals la civilització grega he estat reconeguda al llarg dels segles posteriors. L'etnogènesi de la nació grega està marcada, segons alguns autors, pels primers Jocs Olímpics, l'any 776 aC, quan la idea d'un hel·lenisme comú a totes les tribus de parla grega es va manifestar primer en una cultura compartida.
Tot i que els grecs del període clàssic es veien ells mateixos com a membres d'una mateixa "raça" grega (genos), en primer lloc es vinculaven com a ciutadans a la seva ciutat estat (polis), i no trobaven cap incongruència en els conflictes, sovint brutals, que tenien amb altres ciutats gregues. La Guerra del Peloponès, una guerra civil grega a gran escala entre Atenes i Esparta i els seus aliats, n'és un bon exemple.
La majoria de les ciutats estat gregues enfrontades entre elles van acabar essent seduïdes, en opinió d'alguns autors, pels ideals panhel·lènics de Felip II de Macedònia i Alexandre el Gran, mentre que altres historiadors, la majoria, opten, en canvi, per una explicació de "la conquesta per la conquesta del Regne de Macedònia" o, si més no, la conquesta per l'acumulació de riqueses, glòria i poder, i veuen aquell "ideal panhel·lènic" com una propaganda útil adreçada a les ciutats estat més febles.
En qualsevol cas, el derrocament de l'imperi aquemènida, després de les victòries d'Alexandre a les batalles del Grànic, d'Issos i de Gaugamela, i el seu avanç fins a llocs tan llunyans com els actuals Gujarat i Tajikistan, va proporcionar a la cultura grega una sortida molt important, mitjançant la creació de colònies i de rutes comercials al llarg del camí de les conquestes. Tot i que l'imperi d'Alexandre no va sobreviure a la mort del seu creador, les implicacions culturals de l'expansió de l'hel·lenisme per una bona part d'Àsia van ser suficients per fer del grec la lingua franca de la zona, una funció que va continuar fins i tot sota el domini de l'Imperi Romà.
Molts grecs van emigrar a Alexandria, Antioquia de l'Orontes, Selèucia del Tigris i moltes altres noves ciutats hel·lenistiques fundades sota l'impuls d'Alexandre.
Dos mil anys després, encara hi ha algunes comunitats al Pakistan i a l'Afganistan, com ara els kalash, que es diuen descendents dels colonitzadors grecs.
Una de les aportacions més importants dels grecs a l'evolució de la Humanitat és la democràcia (en grec, δημοκρατία, és a dir govern del poble). Concretament, s'establí com a forma de govern a la polis d'Atenes després de la revolució popular dirigida per Efialtes el 462 aC, que possibilità l'accés al poder pels atenesos lliures pobres, fins aleshores sota el poder de l'elit. Aristòtil, molt crític amb aquest sistema, considerava que el que caracteritza la democràcia és precisament que governen els pobres lliures, encara que siguin minoria, però en l'actualitat la democràcia s'ha imposat com a sistema universal de govern, reivindicat per pràcticament tots els governs, fins i tot aquells que no poden ser cualificats objectivament de democràtics, i es reconeix universalment als grecs la paternitat d'aquesta idea.

### Període hel·lenístic

Divisió de l'Imperi vers l'any 301 aC entre els regnes dels diàdocs

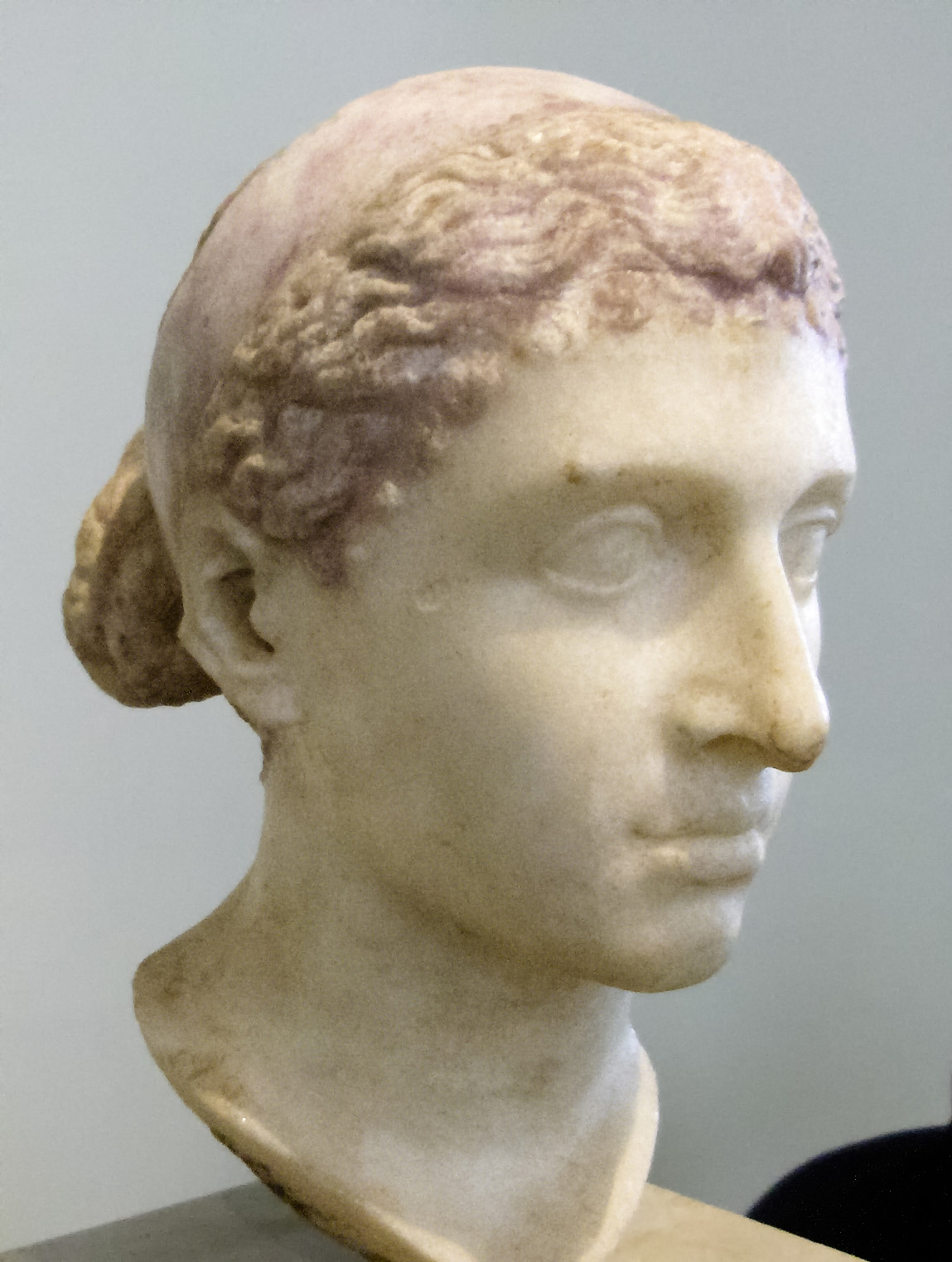
Bust de Cleòpatra VII, la darrera reina grega d'Egipte.

El període hel·lenístic fou el següent en la història de la civilització grega, i s'inicia convencionalment amb la mort d'Alexandre. El període hel·lenístic reb aquest nom pel fet que es van hel·lenitzar parcialment molts pobles no grecs sota domini grec. El seu final se situa en el moment de la conquesta romana de l'Egipte Ptolemaic, l'any 30 aC.
En aquesta època, els grecs emigren cap a ciutats cada cop més grans, alhora que decreix la importància del model de la ciutat estat. Aquestes grans ciutats formaven part dels encara més grans regnes dels Diàdocs. Els grecs, tanmateix, seguien sent conscients del seu passat, mercès sobretot a l'estudi de les obres d'Homer i dels autors clàssics. Un factor important per al manteniment de la identitat grega fou el contacte amb els pobles bàrbars (no grecs), que estaven adquirint una importància creixent en el nou món cosmopolita i multiètnic dels regnes hel·lenístics. Aquesta situació menava els grecs a esforçar-se per organitzar la transmissió de la paideia hel·lenística a la següent generació.
Pel que fa a la religió, aquesta va ser una època de canvis profunds. La revolució espiritual que es va produir es correspon amb un procés de decadència de la religió grega antiga, que es va iniciar durant el segle iii aC i va continuar amb la introducció de nous moviments religiosos vinguts d'Orient. El culte a divinitats com ara Isis o Mithra fou introduït en el món grec com en el romà.
En els regnes indogrec i grecobactrià s'hi va gestar el grecobudisme, i, curiosament, els missioners grecs van tenir una participació molt important en l'expansió del budisme a la Xina. Més cap a l'est, els grecs d'Alexandria Ultima foren coneguts pels xinesos amb el nom de Dayuan.

### Sota l'Imperi Romà
Després de l'època de conquestes de les darreres ciutats estat i dels regnes hel·lenístics que es van repartir l'imperi d'Alexandre, almenys es pot afirmar que pràcticament tots els grecs del món vivien com a ciutadans romans o com a súbdits de l'Imperi Romà. Tot i la seva superioritat militar, els romans admiraven les fites que havia assolit la cultura grega i van deixar-se influir profundament per ella. Per això Horaci va poder dir la seva famosa frase: Graecia capta ferum victorem cepit ("Grècia, captiva, ha fet captiu el vencedor").
En l'esfera religiosa, aquest període va viure canvis profunds. La revolució espiritual que es va esdevenir va propiciar la decadència de la religió grega antiga a partir del segle iii aC, i va continuar amb la introducció de nous moviments religiosos que venien de l'est. Es van introduir al món grec els cultes de deïtats orientals com Isis i Mithra. Les comunitats de parla grega de l'Àsia hel·lenitzada van ser un instrument molt eficaç de l'expansió inicial del cristianisme durant els segles ii i iii, i els primers caps de l'Església i escriptors religiosos foren gairebé tots parlants de grec, però no originaris de Grècia. L'apòstol Pau de Tars, que era un jueu del sud d'Anatòlia, és un cas arquetípic d'aquesta tendència. Tanmateix, la mateixa Grècia va tendir a mantenir-se fidel al paganisme i no va ser cap centre de difusió del primer cristianisme: de fet, algunes pràctiques de la religió grega antiga van seguir ben vives fins a la fi del segle iv, i fins i tot algunes zones, com el sud-est del Peloponès, van romandre paganes ben bé fins al segle x (curiosament, igual com les valls del Pirineu).

### Període romà d'Orient
| Estàtues dels sants Ciril i Metodi, missioners cristians entre els pobles eslaus. |  | Estàtues dels sants Ciril i Metodi, missioners cristians entre els pobles eslaus. |
| Estàtues dels sants Ciril i Metodi, missioners cristians entre els pobles eslaus. |  |                                                                                   |

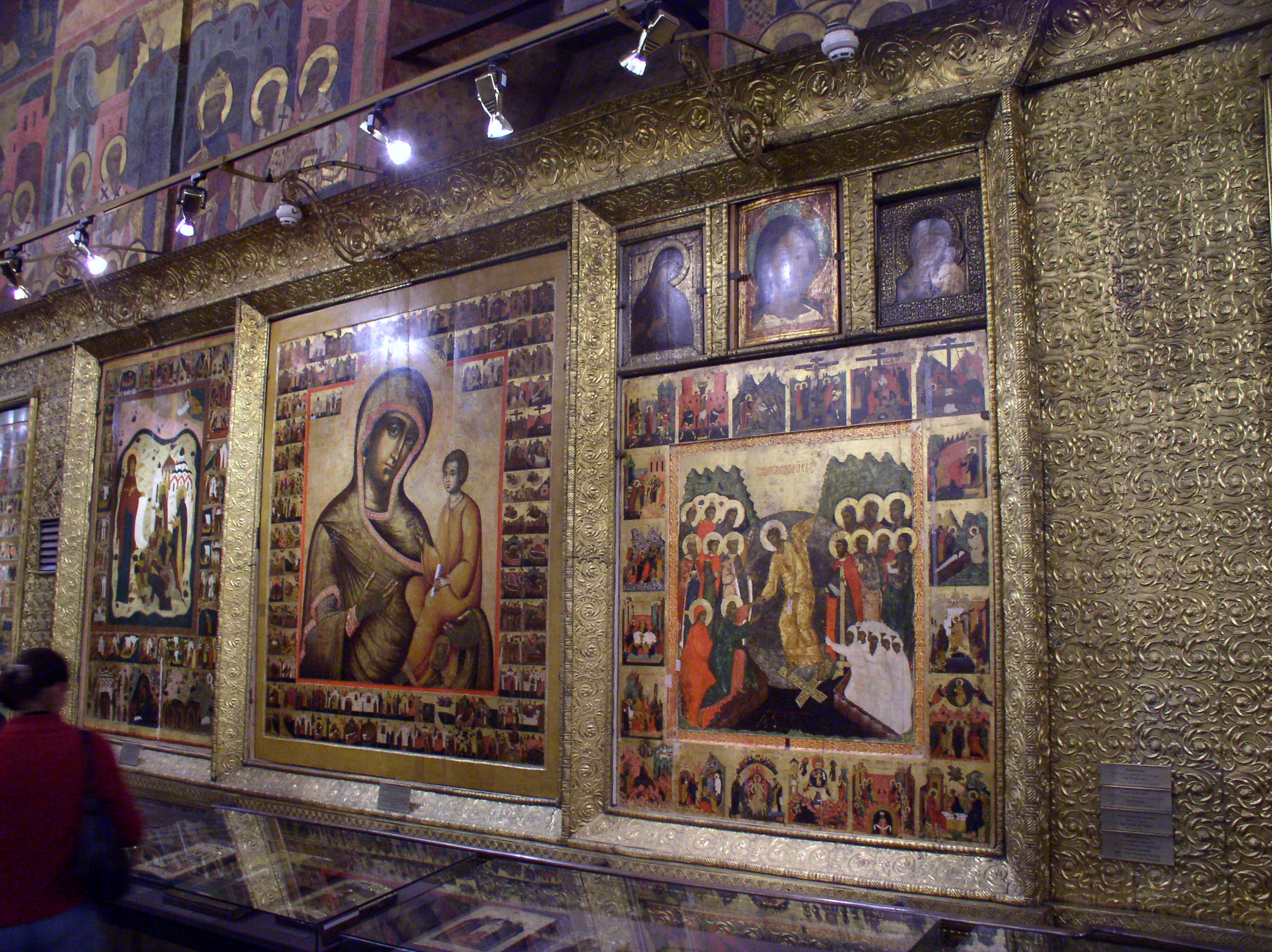
Exemple d'icones religioses romanes d'Orient.

De totes les religions orientals que van anar essent introduïdes en el món dels grecs, la que va tenir més èxit de totes fou el cristianisme. Mentre que a l'Imperi Romà la diversitat ètnica hi era un tret constitutiu, això va esdevenir absolutament secundari al nou Imperi Romà d'Orient i va deixar pas a la religió; el nou Imperi es va servir de la religió cristiana com a eina per reforçar la cohesió i per promoure una forta "identitat nacional romana". Així com la civilització secular i urbana del final de l'antiguitat clàssica sobrevivia a la Mediterrània oriental de bracet del sistema educatiu grecoromà, fou en canvi pel cristianisme que es van anar definint els valors essencials de la cultura grega.
L'Imperi Romà d'Orient, conegut igualment pel nom anacrònic de Imperi Bizantí, va rebre una influència creixent de la cultura grega a partir del segle vii, quan l'emperador Heracli (575 - 641) va decidir fer del grec la llengua oficial de l'imperi. Certament en aquell temps, però probablement també abans, les cultures grega i romana ja s'havien fos pràcticament en un únic món grecoromà. Tot i que l'Occident llatí reconeixia el dret de la part oriental de l'imperi a reclamar el seu llegat romà des de feia diversos segles, quan el papa Lleó III va coronar Carlemany, rei dels francs, com a "Sacre Romà Emperador" el 25 de desembre del 800, un fet que va marcar l'inici de la formació del Sacre Imperi Romanogermànic, la majoria dels occidentals va començar a parlar de la part oriental de l'imperi, com l'imperi dels grecs (Imperium Graecorum). Els grecoparlants, tanmateix, s'anomenaven ells mateixos romaioi (és a dir, «romans»).
A aquests grecs romans d'Orient els devem majoritàriament la preservació de la literatura de l'antiguitat clàssica. Els intel·lectuals, científics, literats i artistes de la diàspora intel·lectual romana d'Orient que es va produir durant la decadència de l'Imperi Romà d'Orient i, molt especialment, amb la seva dissolució, van traslladar a Occident, personalment o bé a través de les seves obres, durant el segle xv, la producció cultural de la Grècia antiga, contribuint d'aquesta manera a enlairar encara més el Renaixement italià i europeu en general. La tradició filosòfica aristotèlica es va mantenir gairebé sense interrupció en el món grec durant prop de dos mil anys, fins a la caiguda de Constantinoble, el 1453.
Pel que fa al món eslau, els grecs rpmans d'Orient hi van contribuir a la difusió de l'alfabetització i del cristianisme. L'exemple més clar d'ambdues coses és l'obra dels germans Ciril i Metodi, de Tessalònica, que són considerats els creadors del primer alfabet eslau.
Durant el segle xi va ressorgir en ambients educats una identitat política grega diferenciada, tendència que es va reforçar notablement després de la caiguda de Constantinoble en mans dels croats de la Quarta Croada, el 1204, de manera que quan es va restablir l'Imperi Romà d'Orient, el 1261, aquest es va constituir en molts aspectes com un estat nacional grec. Aquesta nova noció de nacionalitat va generar un profund interès pel passat clàssic, que va culminar en les idees del filòsof neoplatònic Jordi Gemist Pletó, que va arribar a l'extrem d'abandonar el cristianisme. Ara bé, fou la combinació del cristianisme ortodox amb una identitat específicament grega el que va configurar la idea que els grecs tenien d'ells mateixos durant els darrers anys del seu imperi.

### Sota el domini otomà

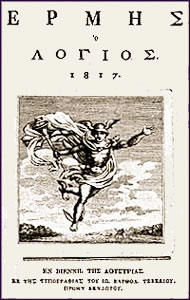
Portada del Hermes o Logios, revista literària grega de finals del i principis del.

Després de la caiguda de Constantinoble, el 29 de maig de 1453, molts grecs van emigrar a Occident, en especial a la península Itàlica, l'Europa Central, el Sacre Imperi i el Tsarat Rus, cercant millors oportunitats de feina i d'educació, és a dir, cercant uns entorns on poguessin sentir-se més integrats, per la proximitat religiosa.
Per als que van romandre sotmesos al sistema de millets, dins de l'Imperi Otomà, la religió era el factor que els unia com a minoria nacional (milletler), de manera que la denominació rumlar (adaptació turca de la paraula grega romaioi) l'aplicaven els otomans a tots els fidels de les Esglésies ortodoxes orientals, independentment de quin fos el seu idioma o el seu origen ètnic. Ara bé, els parlants de grec eren l'única minoria ètnica que es deien a ells mateixos romioi, i, si més no els que tenien educació, es consideraven membres de l'ètnia (genos) hel·lènica.
Les arrels de l'èxit dels grecs dins de l'Imperi Otomà es poden atribuir a la tradició grega en els camps comercial i educatiu. La riquesa acumulada per la classe comerciant fou la que va aportar les bases materials per al ressorgiment intel·lectual, que seria la característica principal de la societat grega durant més de mig segle fins a l'esclat de la Guerra de la Independència Grega, el 1821. No és casualitat que, en aquella època, els tres centres educatius més importants de la comunitat grega fossin situats a Quios, Esmirna i Ayvalik, precisament els tres centres principals del comerç grec dins de l'Imperi Otomà.

### Grècia moderna

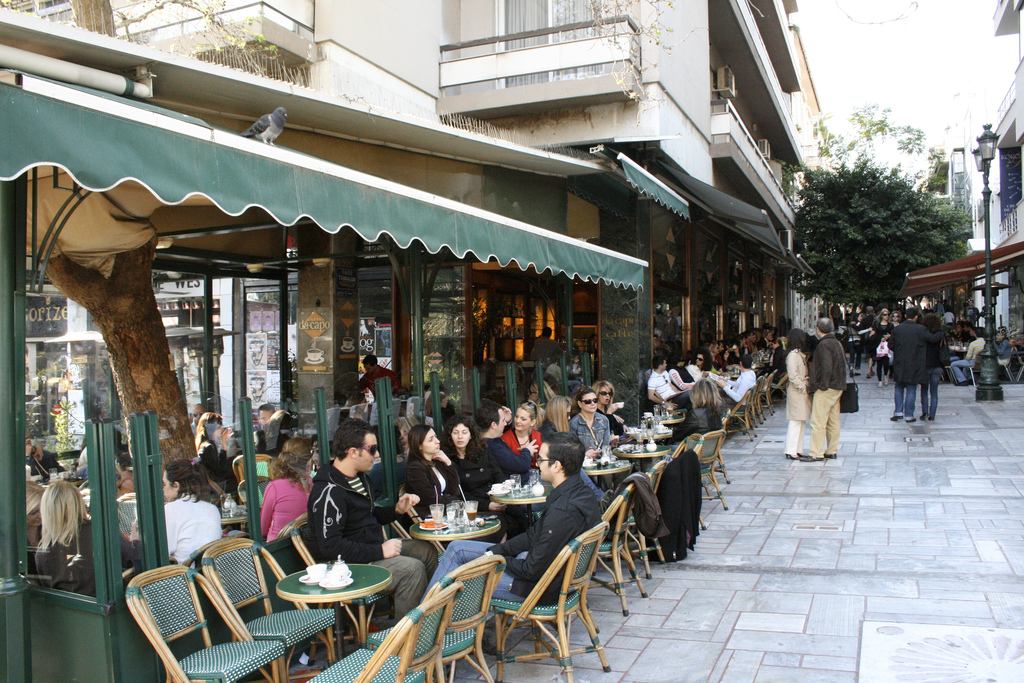
Grecs al districte de Kolonaki, Atenes.

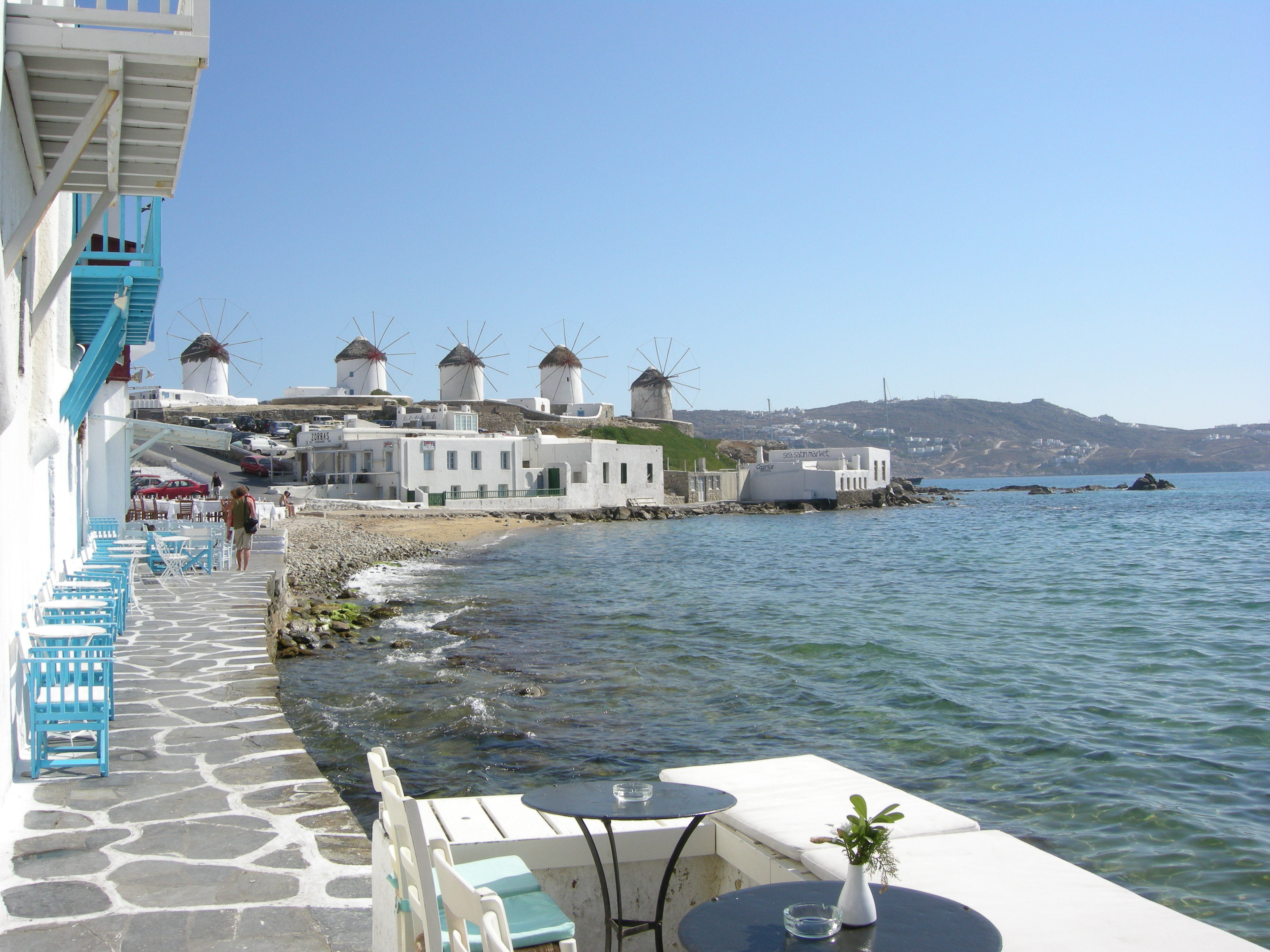
Míkonos. Les illes són un dels principals atractius turístics de la Grècia actual.

La interrelació entre la identitat nacional grega i l'església ortodoxa va continuar després de la creació del modern estat grec, el 1830. Segons establia l'article 2 de la seva primera Constitució, de 1822, grec era «qualsevol cristià resident al Regne de Grècia», una clàusula que seria abolida l'any 1840. Ara bé, un segle més tard, quan es va signar el Tractat de Lausana entre Grècia i Turquia, el 1923, persistia el criteri d'identificar nacionalitat i comunió religiosa, ja que ambdós països van acordar que «la religió és el factor determinant de les identitats ètniques respectives», als efectes de l'intercanvi de poblacions que s'havia de fer, tot i que la majoria dels grecs que calia desplaçar (més d'un milió, d'un total d'un milió i mig) ja havia estat expulsat del territori turc en el moment de la signatura del Tractat, per la decisió personal de Mustafa Kemal Atatürk. El genocidi grec, contemporani de la fallida campanya grega d'Àsia Menor, forma part d'aquest procés de turquificació de l'Imperi Otomà i de l'apropiació de la seva economia pels turcs musulmans, ja que fins aleshores s'havia mantingut majoritàriament en mans de la minoria grega.
Tot i que la majoria dels grecs actuals són parlants de grec, també hi ha minories significatives que parlen altres llengües: els vlacs que parlen aromanès, els arvanites que parlen un dialecte albanès, els eslaus que parlen macedònic o búlgar, els sefardites de Salònica, que parlen ladino, i els karamanlis, cristians de parla turca originaris de Turquia. Actualment, es poden trobar comunitats gregues arreu del món.